# Alice Toklas
Alice Babette Toklas (San Francisco, 30 aprile 1877 – Parigi, 7 marzo 1967) è stata una scrittrice statunitense.

## Biografia
Nata da una famiglia ebraica della classe media, frequentò le scuole a San Francisco e a Seattle. Per un breve periodo, inoltre, studiò musica all'Università del Washington. L'incontro con Gertrude Stein, compagna per la vita, avvenne a Parigi nel 1907, nel giorno in cui Alice Toklas arrivò in città. Insieme animarono un salotto letterario che attrasse scrittori statunitensi espatriati quali Ernest Hemingway, Thornton Wilder, Paul Bowles, Ezra Pound e Sherwood Anderson, e pittori d'avanguardia tra cui Picasso, Matisse e Braque.
Nel ruolo di confidente, amante, cuoca, segretaria, musa, editrice e critica di Gertrude Stein, Alice Toklas rimase nell'ombra fin quando la Stein pubblicò le sue memorie nel 1933, sotto il titolo di Autobiografia di Alice Toklas, facendo parlare Alice in prima persona. L'opera diede notorietà alla Toklas e divenne il libro più venduto della Stein. Fino alla morte di quest'ultima, avvenuta nel 1946, le due donne vissero assieme.
Dopo la morte di Gertrude Stein, nel 1954 Alice Toklas scrisse e pubblicò un libro di memorie nel quale mischiava ricordi e ricette, dal titolo Il libro di cucina di Alice Toklas. La più famosa delle ricette contenute (in realtà fornita dall'amico Brion Gysin) era chiamata Hashisch Fudge, una mistura di frutta, noci, spezie e cannabis sativa. Per questo motivo il suo nome venne prestato a quell'insieme di miscugli di cannabis chiamati Alice B. Toklas Brownies. Il ricettario non è ancora uscito dalla produzione fin da quando venne pubblicato per la prima volta. Un secondo libro di cucina seguì nel 1958, intitolato Aromas and Flavors of Past and Present. La Toklas non lo approvò, poiché era stato modificato pesantemente da Poppy Cannon, un redattore della rivista House Beautiful. Alice Toklas scrisse inoltre articoli per diverse riviste e giornali, tra cui The New Republic e il New York Times.
Nel 1963 pubblicò la sua autobiografia, What Is Remembered, che termina improvvisamente con la morte della Stein. I suoi ultimi anni furono molto difficili a causa della cattiva salute e di problemi economici, che vennero aggravati quando gli eredi di Gertrude Stein le portarono via i dipinti che questa le aveva lasciato. Alice Toklas si convertì al cattolicesimo e chiese a un sacerdote di assisterla al momento della morte, quando avrebbe incontrato Gertrude in paradiso. Morì in povertà all'età di 89 anni ed è sepolta a Parigi nel cimitero di Père-Lachaise, accanto alla Stein.

## Nella cultura contemporanea
Il titolo del film di Peter Sellers I Love You, Alice B. Toklas (e della relativa canzone cantata dagli Harpers Bizarre) è un riferimento alla ricetta dei biscotti alla cannabis, che Alice Toklas aveva pubblicato in un suo libro di cucina.

## Opere
- Alice B. Toklas, The Alice B. Toklas cookbook, 1954. (Trad. it.: Il libro di cucina di Alice B. Toklas).
- Alice B. Toklas, I biscotti di Baudelaire: il libro di cucina di Alice B. Toklas, Torino 2013, Bollati Boringhieri.